# 2011년 대만의 텔레비전 드라마 목록
다음은 2011년에 타이완의 텔레비전에서 방송되었던 드라마 프로그램을 나열한 목록이다.

## 작품 목록
- 《33고사관》
- 《고교철금강》
- 《괴보1949》
- 《남녀생료몰》
- 《렴정영웅》
- 《맹갑요휘》
- 《맹학원3마법호령》
- 《문당부불대》
- 《미락가유》
- 《배금여왕》
- 《부여자》
- 《비행소년》
- 《선풍관가》
- 《소자녀해양전충》
- 《아당애》
- 《야적왠기남인》
- 《아화아적형제 ~은》
- 《애양아문재일기》
- 《애재동화분비시》
- 《애회래》
- 《양광천사》
- 《연애의 조건》
- 《요리정인몽》
- 《용사문》
- 《전남우》
- 《진심청안량차령》
- 《진애*조마면》
- 《진애림북》
- 《진적한자》
- 《채홍첨심》
- 《천하무쌍》
- 《최후결정애상니》
- 《포청천 II》
- 《행복최청천》
- 《화려한 도전》

## 같이 보기
- 타이완의 텔레비전 드라마 목록
- 2010년대 타이완의 텔레비전 드라마 목록